# Thalassocrinus alvinae
Thalassocrinus alvinae is een zeelelie uit de familie Hyocrinidae.
De wetenschappelijke naam van de soort werd in 2002 gepubliceerd door Michel Roux.